# Вукосава Мићуновић
Вукосава Вукица Мићуновић (Велестово, код Цетиња, 15. март 1921 – Подгорица, 24. фебруар 2016) била је учесник Народноослободилачке борбе, друштвено-политички радник Социјалистичке Републике Црне Горе и народни херој Југославије.

## Биографија
Рођена је 15. марта 1921. у Велестову, код Цетиња. Основну школу је завршила у родном селу, а потом се бавила пословима по домаћинству и чувала стоку. Под утицајем рођеног брата Благоте, као и браће од стричева Вељка и Вукашина, који су били чланови Комунистичке партије Југославије (КПЈ), определила се за комунистички покрет. У годинама пред почетак Другог светског рата, заједно са другим омладинцима из Цетиња и околине учествовала је на омладинским излетима и опозиционим зборовима.
У току Тринаестојулског устанка, 1941. године као омладинка је учествовала у позадинским акцијама - носила је храну борцима и одржавала везу између устаничких одреда. У октобру 1941. године ступила је у организацију Црногорске народне омладине. Убрзо после тога, заједно са Ђином Врбицом, чланицом Покрајинског комитета СКОЈ-а за Црну Гору ишла је на Омладинску конференцију у Катинску нахију. У бици за Пљевља, 1. децембра 1941. године погинуо јој је старији брат Илија. Одмах потом Вукосава ступа као борац у Велестовску партизанску чету.
Почетком 1942. године примљена је у чланство Комунистичке партије Југославије (КПЈ). Као партизански борац учествовала је у борбама на Загреди, код Даниловграда, а нешто касније на Загарачу, где јој је погинуо и други брат Благота, који је био командант батаљона, а касније је проглашен за народног хероја. После братове погибије, наставила је са Ловћенским ударним батаљоном тешке одступне борбе све до Грахова. На Дрошкорици је у току борби за заузимање четничког утврђења, где је учествовала као бомбаш, била рањена у руку. После рањавања налазила се у болници Ловћенског партизанског одреда, а после формирања Четврте црногорске пролетерске ударне бригаде, 11. јуна 1942. године ступила је у Трећу чету Другог батаљона.
Приликом напада на Бугојно, половином јуна 1942. године, прелазећи преко реке Врбас, међу првим партизанским борцима ушла је у град и разоружала и заробила двојицу усташа. У току борби за Купрес, половином августа 1942. године, учествовала је као бомбаш. У веома тешким борбама усташе су митраљеском ватром на брисаном простору десетковале њен батаљон. Упркос овоме борци батаљона су очајнички јуришали и успели да продру у град. Приликом одступања из града, један број бораца на челу са политичком комесаром Треће чете, није успео да се извуче. На позив команданта батаљона Ника Стругара, Вукосава се као добровољац пријавила да поново продре у град и извуче групу бораца. За овај подвиг, као и јунаштво исказано у претходним борбама Вукосава је била похваљена од стране Врховног команданта Јосипа Броза Тита. Ова похвала објављена је у „Билтену Врховног штаба“ бр 20-22 и гласи:
За храбро држање и примјерно испуњавање својих задатака похваљујем Мићуновић Вукосаву, водника и замјеника командира чете у II батаљону IV бригаде, која се истакла у свим борбама, нарочито у борбама на Бугојну и Купресу.
После борби на Купресу, постаје десетар, затим водник, па заменик командира Треће чете. После напада на Ливно, половином децембра 1942. године постала је заменик политичког комесара Треће чете и секретар партијске ћелије. Заједно са својом јединицом учествовала је у борбама око Книна, затим код Дувна, Имотског, Јабланици и Коњицу. За време Четврте непријатељске офанзиве најтеже борбе са Немцима водили су на Вилића Гумну. Тада је њен батаљон извршавао наређење Врховног штаба - да Немце морају задржати по сваку цену, како би се спасили рањеници у Прозору. Борбе су трајале читавог дана, батаљон је издржао једанаест непријатељских јуриша и претрпео велике губитке. Читава команда Треће чете је изгинула, изузев Вукосаве, а на положају је остало свега девет бораца, који су успели да издрже нападе непријатеља до доласка појачања. После Неретве Четврта бригада је наставила пут у правцу Црне Горе.
После битке на Сутјесци, Вукосава је била члан Политодела и руководилац СКОЈ-а у бригади, а потом је била упућена у Црну Гору, где је одређена за члана Окружног комитета СКОЈ-а за Цетиње. Као делегат је учествовала на Првом конгресу Уједињеног савеза антифашистичке омладине Црне Горе (УСАО ЦГ) у Колашину, 25. и 26. новембра 1943. године, када је била изабрана за члана Земаљског одбора. Током 1944. године била је секретар Окружног комитета СКОЈ-а на Цетињу. Учествовала је и на Другом конгресу УСАО Црне Горе на Цетињу, од 15. до 17. децембра, када је изабрана за члана Секретаријата Земаљског одбор и члана Покрајинског комитета СКОЈ-а за Црну Гору.
После ослобођења земље, 1945. године била је активни друштвено-политички радник у Социјалистичкој Републици Црној Гори:
- члан Среског комитета КПЈ за Цетиње,
- члан, а потом и организациони секретар ПК СКОЈ-а за Црну Гору,
- члан Централног комитета Комунистичке партије Црне Горе,
- члан Извршног већа Скупштине НР Црне Горе, у два мандата (прва жена министар у историји Црне Горе),
- члан Главног одбора Социјалистичког савеза радног народа Црне Горе,
- члан Републичког обора СУБНОР-а Црне Горе,
- члан Председништва СР Црне Горе,
- члан Централног комитета Савеза комуниста Југославије,
- председник Комисије Председништва СК Црне Горе за општенародну одбрану и самозаштиту,
- члан Савета за народну одбрану Председништва СР Црне Горе

Бирана је за народног посланика Скупштине СР Црне Горе, у четири мандата и посланика Савезне скупштине СФРЈ, у једном мандату.
Умрла је 24. фебруара 2016. године у Подгорици, а сахрањена је на подгоричком гробљу Чепурци.
Носилац је Партизанске споменице 1941. и други југословенских одликовања, међу којима су — Орден заслуга за народ другог реда, Орден братства и јединства другог реда, Орден за храброст, Орден партизанске звезде трећег реда и др. Орденом народног хероја одликована је 10. јула 1952, а Орденом југословенске заставе са лентом 19. маја 1981. године.